# Władysław Kierdelewicz
Władysław Kierdelewicz (ur. 1957) − trener zapasów, działacz sportowy. Trener Klubu Sportowego Podlasie Białystok; m.in. doprowadził Krzysztofa Czyżewskiego do mistrzostwa świata juniorów. Ma uprawnienia sędziego międzynarodowego. Jest członkiem Komisji Rewizyjnej Polskiego Związku Zapaśniczego oraz prezesem Podlaskiego Związku Zapaśniczego.